# Eleanor Farjeon
Eleanor Farjeon   (Londres, 13 de febrer de 1881 - Hampstead, 5 de juny de 1965) va ser una escriptora anglesa que va escriure històries infantils, així com poesia, biografies, història i sàtira.
Al llarg de la seva trajectòria va obtenir tres dels premis més notables de literatura infantil. L'any 1955 va guanyar la Medalla Carnegie per a llibres infantils britànics i el 1956 la primera edició del Premi Hans Christian Andersen, tots dos per The Little Bookroom. El 1959 va obtenir la Medalla Regina inaugural de la Catholic Library Association dels Estats Units per la seva "contribució continuada i distingida a la literatura infantil".
Així mateix, dona nom als Premis Eleanor Farjeon de literatura infantil, creats per la Children's Book Circle, una societat d'editors. Molts dels seus treballs han estat publicats amb il·lustracions d'Edward Ardizzone.